# Cipriano de Palafox y Portocarrero
Cipriano de Palafox y Portocarrero de Guzmán, né le 15 septembre 1784 et décédé le 15 mars 1839 à Madrid, est un noble espagnol, un homme politique et un soldat, disposant, à partir de 1834, de la grandesse d’Espagne. Sénateur de la province de Badajoz de 1837 à 1838, Cipriano de Palafox est connu pour ses convictions libérales, maçonniques et pour son penchant pour le parti français, connu en Espagne sous le terme d’afrancesado. Il est père de l'Impératrice Eugénie.

## Biographie
Se battant du côté du roi Joseph Bonaparte dans le conflit napoléonien opposant Français et Espagnols, il perd un œil pendant une bataille, ce qui lui vaut la légion d'honneur remise à Paris par l’empereur Napoléon Ier. À la mort de son frère aîné Eugenio de Palafox y Portocarrero, Cipriano hérite du comté de Montijo et de la seigneurie de Moguer.
Pendant la période espagnole de l’écrivain, Cipriano se lie d’amitié avec Prosper Mérimée.

## Famille

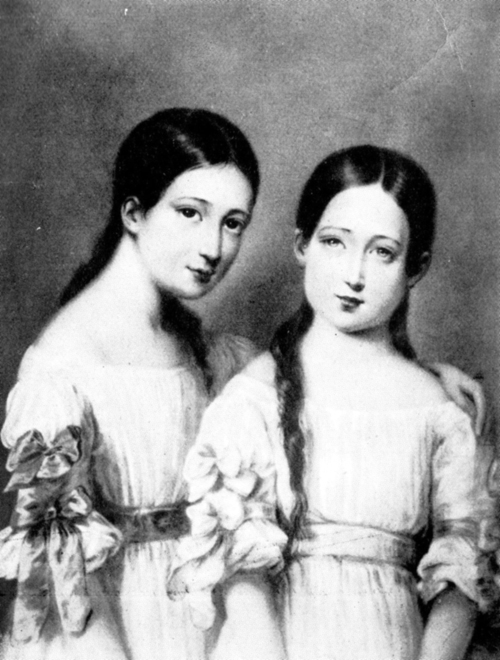
Les deux filles du sénateur Cipriano de Palafox : Eugénie et Maria Francisca.

Son père est Felipe Antonio de Palafox y Croy (1739-1790 ; fils de Joaquin Antonio de Palafox et de Marie-Anne de Croÿ d'Havré, fille du 5e duc d'Havré) et sa mère est Maria Francisca de Sales Portocarrero de Guzmán y Zúñiga, comtesse de Teba et de Montijo (1754-1808),
Le 15 décembre 1817, Cipriano épouse María Manuela Kirkpatrick y de Grevignée, une Espagnole d'origine écossaise et belge, avec qui il a trois enfants :
- Francisco de Palafox-Portocarrero de Guzmán y Kirkpatrick (mort en bas âge) ;
- María Francisca de Palafox-Portocarrero de Guzmán y Kirkpatrick (1825–1860), duchesse d'Albe, qui épouse Jacobo Fitz-James Stuart, duc d'Albe en 1848.
- Eugénie de Palafox-Portocarrero de Guzmán y Kirkpatrick (1826-1920), impératrice des Français, qui épouse l’empereur Napoléon III en 1853.

En 1834, à la mort de son frère Eugenio, il reçoit le titre de comte de Montijo et Miranda, duc de Peñaranda de Duero, marquis de La Algaba, avec la grandesse d'Espagne.

## Titres

### Titulature
- 1808-1834 : Son Excellence  le comte de Teba
- 1834-1839 : Son Excellence le comte de Montijo et de Miranda

### Titres nobiliaires
- Grand d’Espagne ;
- 15e duc de Peñaranda de Duero (en) ;
- Marquis de Castañeda ;
- 12e marquis de la Algaba (es) ;
- 15e marquis d'Ardales (es) ;
- 18e marquis de La Bañeza (es) ;
- 14e marquis de Mirallo (es) ;
- 17e marquis de Moya (es) ;
- 8e marquis d'Osera (es) ;
- 9e marquis de Valderrábano (es) ;
- 13e marquis de Valdunquillo (es) ;
- 17e marquis de Villanueva del Fresno (es) et de Barcarrota (es) ;
- 8e comte d'Ablitas (es) ;
- 11e comte de Baños (en) ;
- 11e comte de Casarrubios del Monte (es) ;
- 7e comte de Fuentidueña (es) ;
- 17e comte de Miranda del Castañar (es) ;
- 8e comte de Montijo ;
- 10e comte de Mora (es) ;
- 19e comte de San Esteban de Gormaz (es) ;
- 8e comte de Santa Cruz de la Sierra (es) ;
- 18e comte de Teba (es) ;
- 9e vicomte de la Calzada (es) ;
- 17e vicomte de Palacios de la Valduerna (es) ;
- 16e baron de Quinto (es) ;
- 25e seigneur de Moguer (es) ;
- Héros du royaume.

### Sources
- (es) Cet article est partiellement ou en totalité issu de l’article de Wikipédia en espagnol intitulé « Cipriano Palafox y Portocarrero » (voir la liste des auteurs).

- (en) Cet article est partiellement ou en totalité issu de l’article de Wikipédia en anglais intitulé « Cipriano de Palafox y Portocarrero » (voir la liste des auteurs).